# Seligeria compacta
Seligeria compacta là một loài rêu trong họ Seligeriaceae. Loài này được H. Philib. mô tả khoa học đầu tiên năm 1897.
Danh pháp khoa học của loài này chưa được làm sáng tỏ. 